# Roccasecca
Roccasecca es una localidad y comune italiana de la provincia de Frosinone, región de Lacio, con 7.594 habitantes.

## Evolución demográfica
| Gráfica de evolución demográfica de Roccasecca entre 1861 y 2001 |
|                                                                  |
| Fuente ISTAT - elaboración gráfica de Wikipedia                  |

## Hijos ilustres
En Roccasecca nacieron santo Tomás de Aquino y el flautista Severino Gazzelloni.